# National Capitol Columns
National Capitol Columns (pol. Kolumny Narodowego Kapitolu) – pomnik znajdujący się w Narodowym Arboretum Stanów Zjednoczonych w Waszyngtonie, którego główną część stanowią dwadzieścia dwie kolumny przeniesione z budynku waszyngtońskiego Kapitolu w 1990.

## Historia
Kolumny wykonano przed 1828 z piaskowca ze Stafford w Wirginii. Początkowo stanowiły część portyku wschodniego Kapitolu Stanów Zjednoczonych. Gdy w 1866 ukończono kopułę wieńczącą budowlę, kolumny przestały optycznie pasować i w 1958 usunięto je, rozbudowując wschodnią część gmachu. 22 kolumny ustawiono staraniem Ethel Shields Garrett w arboretum w 1990. Strukturę monumentu i jej otoczenie przygotowano według projektu Russella Page'a. Zwieńczenia kolumn są w porządku korynckim. Dwie brakujące kolumny, których oryginalnie na Kapitolu było dwadzieścia cztery, znajdują się w ogrodzie z azaliami na terenie arboretum.